# Ted Lesley
Ted Lesley (* 1. August 1937 in Düren als Friedrich Karl Helzel; † 24. Oktober 2008 in Berlin) war ein deutscher Zauberkünstler, Mentalist und Autor.

## Leben
Bereits als Schuljunge kam er mit der Zauberkunst in Berührung. Auf Wunsch der Eltern musste er zunächst eine Berufsausbildung absolvieren. Er wurde Buchhalter. Erst Ende der 1960er Jahre interessierte er sich wieder verstärkt für die Zauberkunst.
1974 erhielt er sein erstes Profi-Engagement auf der Industriemesse in Hannover. Kurz danach erhielt er die Chance, in der Vorabendsendung im WDR in der TV-Serie Ein Hauch von Magie mitzuspielen, was seinen Bekanntheitsgrad erhöhte. Hier war er unter anderem Partner von Vivi Bach.
Lesley veröffentlichte rund 80 Artikel in der Fachzeitschrift Magische Welt, in denen er zum großen Teil eigene Kreationen beschrieb, die er später in seinem Buch Mental Mind Up zusammenfasste und ergänzte. Es erschien 1996 in englischer Sprache unter dem Titel Ted Lesley's Paramiracles. Von 1997 bis 1998 gab er sein eigenes Fachperiodikum heraus, Mind & Magic Magazin, von dem 10 Ausgaben erschienen.
1979 fungierte Lesley als tricktechnischer Berater für den Schauspieler Alan Arkin in dem israelisch-deutsch-kanadischen Film The Magician of Lublin („Der Magier“). Im selben Jahr errang er überregionales Aufsehen mit einem Auftritt in der ZDF-Show Der große Preis, in der er ankündigte, eine Glühbirne per Gedankenkraft zum Platzen bringen zu wollen. Das Kunststücke misslang jedoch.
1995 brachte das ZDF in der TV-Serie 37 Grad ein 30-minütiges Porträt über Ted Lesley.

## Wirken
Ted Lesley hat einige, für die Zauberkunst relevante, Kunststücke erfunden.
- Teleport Envelope, 1988
- Verschwindendes Fernsehgerät, 1988
- The Working Performers Marked Deck, 1991

## Veröffentlichungen
- Mental Mind Up, München 1992
- Entertaining Close-Up Mentalism for Professional Performers, Berlin 1993
- Ted Lesley's Paramiracles, Strasbourg 1996
- It‘s Paramiraculous, Berlin 1997
- Impossibilities 1998, Berlin 1998